# Säj aldrig adjö
Säj aldrig adjö är en amerikansk komedifilm från 1946 i regi av James V. Kern med Errol Flynn och Eleanor Parker i huvudrollerna. Det var Flynns första komedifilm sedan 1941 års Fotsteg i mörkret.

## Handling
Phil och Ellen Gayley har separerat sedan en tid tillbaka. Deras dotter Flip vill gärna att de blir ett par igen.

## Rollista
- Errol Flynn - Phil
- Eleanor Parker - Ellen
- Lucile Watson - Mrs. Hamilton
- S.Z. Sakall - Luigi
- Forrest Tucker - Fenwick Lonkowski
- Donald Woods - Rex DeVallon
- Peggy Knudsen - Nancy Graham
- Tom D'Andrea - Jack Gordon
- Hattie McDaniel - Cozy
- Patti Brady - Flip
- Monte Blue - polis (ej krediterad)
- Charles Coleman - Withers (ej krediterad)
- Arthur Shields - McCarthy (ej krediterad)